# Оремуш, Мирко
Мирко Оремуш (хорв. Mirko Oremuš; 6 сентября 1988, СФРЮ) — хорватский футболист, защитник клуба «Хапоэль» (Раанана).

## Биография
В молодёжной команде клуба «Хайдук» играл на многих позициях, в основном левым или правым нападающим, либо полузащитником. Тренеры, зная его навыки, ставят его преимущественно нападающим. На профессиональном уровне дебютировал 2 сентября 2007 года в Копривнице в игре против клуба «Славен Белупо». Он вышел на замену на 75-й минуте и уже через 3 минуты сравнял счёт — 2:2.
Продолжая тренироваться с основным составом, Оремуш не получил больше ни минуты игрового времени и перешёл в «Новалью». После успешной половины сезона в команде третьей лиги новый тренер «Хайдука» Горан Вучевич вернул его клуб.
В составе тель-авивского «Хапоэля» стал обладателем Кубка Израиля 2011/12.

## Достижения
- Обладатель Кубка Хорватии (1): 2012/13

## Статистика
| Сезон   | Клуб    | Лига | Матчи | Голы |
| ------- | ------- | ---- | ----- | ---- |
| 2007/08 | Хайдук  | 1    | 1     | 1    |
| 2007/08 | Новалья | 3    | 13    | 6    |
| 2008/09 | Хайдук  | 1    | 21    | 3    |